# Grand incendie chrétien
Le grand incendie chrétien (en allemand : Großer Christenbrand) est le plus grand incendie que Francfort-sur-le-Main ait jamais connu avant les bombardements de la Seconde Guerre mondiale. Il s'est déclaré le 26 juin 1719 et ravage le nord-ouest de la vieille ville pendant trois jours, détruisant plus de 400 maisons et faisant 14 victimes. Le nom Großer Christenbrand a été donné par les contemporains par analogie avec le grand incendie juif (Großer Judenbrand) du 14 janvier 1711, qui avait réduit en cendre les maisons de la Judengasse de Francfort.

## Histoire
Depuis le Moyen Âge, le feu est l'une des plus grandes menaces pour les villes densément peuplées avec les épidémies récurrentes. L'assistance personnelle dans la lutte contre l'incendie était donc l'un des devoirs civiques les plus importants. Chaque citoyen recevait lors de la prestation de son serment de citoyenneté un seau en cuir qu'il devait garder à portée de main dans sa maison en tout temps. Francfort est divisée en 14 quartiers depuis 1614 - cinq dans la nouvelle ville, sept dans la vieille ville et deux à Sachsenhausen. Chaque quartier fournit une milice militairement organisée sous le commandement d'un capitaine citoyen, le seul poste démocratiquement élu dans la ville impériale par ailleurs corporative. Le matériel de lutte contre l'incendie et l'artillerie (appelée pièces ) étaient fournis par la ville.
Dès 1439, le conseil avait commandé des pompes à Nuremberg. Au fil du temps, le parc d'équipements a été adapté à plusieurs reprises à l'état de la technique. Cependant, dans les ruelles étroites seuls de petites pompes à deux roues poussées à la main pouvaient être utilisés. Une lutte efficace contre les incendies n'était guère possible avec cela, de sorte que tous les habitants de Francfort devaient faire preuve d'une extrême prudence face au feu.
Le grand incendie chrétien a éclaté le 26 juin 1719 à l'auberge Zum Rehbock dans l'étroite Bockgasse. La Bockgasse était à l'est de la Ziegelgasse, qui mène toujours de la Kleinmarkthalle à la Berliner Straße . Pendant des siècles, la zone située entre la Töngesgasse au nord, la Schnurgasse au sud, la Neue Kräme à l'ouest et la Fahrgasse à l'est a été le centre géographique de Francfort. Dans ce quartier vivaient surtout des artisans.
La cause de l'incendie était un voyageur qui était descendu à l'auberge Zum Rehbock le soir même, un perruquier de Dresde nommé Morgenstern. Il a probablement laissé sa veilleuse allumée. L'incendie a été découvert vers minuit et les pompiers locaux ont été alertés. Ils installent rapidement leurs pompes, mais les puits donnaient peu d'eau à cause de la sécheresse qui sévissait depuis des semaines. Quand plus d'eau put enfin être apportée dans des tonneaux tirés du Main, le feu attisé par un vent fort s'était déjà rapidement propagé dans les rues étroites. Deux heures seulement après l'alarme, 200 maisons brûlaient déjà dans la Bockgasse, la Graubengasse, la Ziegelgasse, la Liebfrauenberg et la Töngesgasse.
L'incendie a été rapidement remarqué dans la région de Francfort. De nombreux aides affluent des villages environnants, même de Rödelheim, Hanau et Isenburg, mais malgré les efforts combinés, le feu s'est propagé plus à l'est. Au petit matin, des incendies se sont également déclarés dans la Hasengasse, dans le Trierischer Hof et sur le côté ouest de la Fahrgasse.
Les canons et les munitions de l'armurerie du Konstablerwache avaient été mis en sécurité à temps alors que le feu s'était déjà propagé à la Bornheimer Pforte, la porte de la ville entre la vieille ville et la nouvelle ville. En toute hâte, de nombreuses maisons qui n'avaient pas été touchées par le feu ont commencé à être démolies afin de contenir le feu. Cela a permis d'empêcher le feu de se propager davantage en direction de la Zeil et de sauter par-dessus l'étroite Schnurgasse au sud. 13 heures après l'alarme incendie, le feu est maîtrisé, mais tout le quartier entre Töngesgasse, Schnurgasse, Neue Kräme et Fahrgasse avec ses 15 rues était en flammes. Il a finalement fallu plus de trois jours pour que le feu soit éteint. Plus de 400 maisons ont été complètement détruites, dont le monastère Saint-Antoine, qui a donné son nom à la Töngesgasse. 32 autres maisons ont été si gravement endommagées qu'elles ont dû être démolies par la suite.

## Conséquences
14 personnes sont mortes, dont un maître de pompe de Hanau. 470 familles ont perdu tous leurs biens dans l'incendie. Les dégâts matériels ont été estimés à près d'un million de florins. Les victimes étaient pour la plupart des artisans, dont 40 tailleurs, 30 cordonniers, 30 tonneliers, 25 menuisiers, 10 brasseurs, 10 orfèvres et cinq perruquiers. Mais quatre instituteurs, plusieurs avocats et docteurs en médecine ont également perdu leurs biens.
L'enlèvement des débris d'incendie à lui seul a pris plusieurs semaines. Chaque chariot qui quittait la ville vide était obligé de prendre un chargement de gravats jusqu'aux portes de la ville. Afin d'alléger la souffrance des victimes, des dons ont été collectés dans toute l'Europe. Les citoyens de Francfort ont donné 38 000 florins, les citoyens d'autres villes plus de 100 000. La plupart des dons provenaient des villes qui avaient des relations commerciales avec Francfort, notamment Zurich, Nuremberg, Hambourg, Augsbourg, Genève, Bâle et Amsterdam.
Afin de protéger la ville de tels incendies à l'avenir, le conseil a considérablement resserré le règlement municipal de construction en 1720. Entre 1740 et 1800, environ 3000 maisons ont été reconstruites ou reconstruites pour améliorer la protection préventive contre les incendies. Les mesures les plus importantes comprenaient :
- l'érection de murs coupe-feu efficaces : les anciennes maisons étaient souvent séparées par un étroit Wich contenait également les toilettes.
- la règle selon laquelle au moins les rez-de-chaussée de toutes les maisons doivent être en pierre : avant cela, les maisons simples étaient souvent entièrement en colombages.
- la limite des surplombs : chaque maison n'a été autorisée à avoir qu'un surplomb ne dépassant pas un pied et demi de profondeur, tandis que les maisons plus anciennes avaient deux ou même trois surplombs, dont le plus grand pouvait atteindre trois pieds de profondeur.
- la permutation du versant et du pignon : à l'avenir, toutes les maisons nouvellement construites devaient avoir le versant du toit face à la rue, alors que dans le passé, les maisons étaient construites avec le pignon face à la rue. De plus, les maisons les plus anciennes possédaient encore souvent des toits percés en pavillon, alors qu'après 1720, seules les petites mansardes étaient autorisées.

Certains des effets des codes du bâtiment de 1720 sont encore visibles aujourd'hui, par exemples dans les six maisons du Römerberg-Ostzeile reconstruites en 1983. Celle du 18, la maison Wilder Mann du XIXe siècle (troisième à partir de la gauche), a le toit mansardé typique des maisons construites après le grand incendie chrétien, tandis que les cinq maisons à pignons sont toutes plus anciennes.